# John Diamond
Pour les articles homonymes, voir John Diamond (danseur) et Diamond.
John Diamond, né le 10 mai 1953 à Hackney et mort le 2 mars 2001 à Westminster, est un journaliste et présentateur de télévision britannique.

## Biographie
Après avoir commencé une carrière d'enseignant au Trent Park College of Education de Londres (aujourd'hui rattaché à l'Université du Middlesex), John Diamond se tourne finalement vers le journalisme. En 1986, il écrit des articles dans le journal The Sunday Times, ce qui lui permet de rencontrer celle qui deviendra son épouse quelques années plus tard : Nigella Lawson. Dans les années 1990, il tient une chronique dans l'édition du samedi du journal conservateur  The Times, tout en s'affirmant comme présentateur sur la chaîne de télévision publique BBC One. 
En 1992, il épouse Nigella Lawson à Venise. Deux enfants ne tardent pas à naître de cette union : Cosima Thomasina, née en 1994, et Bruno Paul, né en 1996.
Un an plus tard, en 1997, on lui diagnostique un cancer de l'œsophage. Il décide alors de faire part de son expérience dans une chronique publiée régulièrement dans la presse, ce qui lui vaut de se voir distinguer dans l'émission What The Papers Say, un programme de la BBC récompensant les meilleurs productions journalistiques. Parallèlement, il commence l'écriture d'un livre, C: Because Cowards Get Cancer Too…, pour lequel il reçoit le Prix Samuel Johnson en 1999.
Malgré les traitements, son état de santé décline inexorablement, rendant nécessaires plusieurs opérations chirurgicales, dont l'ablation de la langue. Il ne cesse pourtant pas d'écrire jusqu'à sa mort, survenue le 2 mars 2001 à l'hôpital de Westminster, à l'âge de 47 ans.
Son second livre, Snake Oil and Other Preoccupations, est publié à titre posthume en 2001, quelques mois seulement après son décès.
En 2002, sa veuve Nigella Lawson œuvre à la création d'un laboratoire à sa mémoire au Royal Marsden Hospital de Londres.